# Schumann-rezonanciák

A Föld felszíne fölött kialakuló Schumann-rezonanciák szemléltetése (az amplitúdók ábrázolása erősen torzított)

Schumann-rezonanciáknak nevezzük a bolygófelszín és az ionoszféra által határolt gömbréteg elektromágneses sajátfrekvenciáit, amit a zivatartevékenység során keletkező villámok keltenek. Nevüket leírójukról, Winfried Otto Schumann fizikusról kapták, aki 1952-ben matematikai úton levezette létezésüket.
A jelenség elsősorban a kontinensek trópusi régióira koncentrálódik, de az egész bolygó légkörére jellemző. Bármely más bolygón előfordul, ahol villámlás és ionoszféra található, de a jellemző frekvenciák a bolygó méretétől, a mágneses tér erősségétől és az ionoszférától is függenek, ennek megfelelően a földiétől eltérőek.
A Föld esetén a Schumann-rezonanciák frekvenciája az ELF tartományba esik, a sajátfrekvenciák átlagértékei 7,83 Hz, 14,1 Hz és 20,3 Hz.
A jelenség robusztus becslést ad a Föld troposzférájában lejátszódó globális időjárási folyamatokról a világ zivatartevékenységének idő- és térbeli változásán keresztül, valamint a Föld−ionoszféra üregrezonátor felső határoló régióját (ionoszferikus D-tartomány) érő extraterresztrikus hatásokról.
A zivatartevékenység általában helyi időben délután maximális, ezért a Schumann-rezonanciák napi amplitúdóváltozásában a három fő trópusi zivatarrégió (Délkelet-Ázsia, Afrika, Dél-Amerika) jól elkülöníthető. A Föld esetén bármely pillanatban mintegy 2000 zivatar másodpercenként 50-100 villámot hoz létre.
Napéjegyenlőségi hónapokban a trópusi régióban az egységnyi felületre juttatott többlet napsugárzási energia kb. 1,5 °C féléves hőmérsékleti hullámban jelentkezik. Ezen hőmérséklet-változás a megnövekedett villámaktivitáson keresztül a Schumann-rezonanciák intenzitásváltozásában is tükröződik.
Az SR-jelenség sokoldalú alkalmazhatóságának bizonyítéka, hogy a nagycenki adatokból a passzátszélnek a Csendes-óceán egyenlítői térségére vonatkozó, 1996 januárjában érvényes átlagos sebességét és irányát le lehetett vezetni az 1995. decemberi, dél-amerikai SR-anomália nyugati irányba történő szisztematikus elfordulása alapján (Sátori − Zieger, 1998).
Az SR-frekvencia mind a vertikális elektromos, mind a horizontális mágnesestér-komponens, és mindegyik rezonancia-módus esetében azonos értelmű változást mutat a tizenegy éves napciklus során, a naptevékenységgel azonos fázisban (Sátori et al., 2005). Ez egyértelműen a Föld-ionoszféra üregrezonátor „elhangolódását” jelzi, azaz a rezonátor felső határoló rétegének, az ionoszférának a magassága és vezetőképessége változik a tizenegy éves napciklus során.
ELF-sávban keletkező elektromágneses hullámokat nem csak villámok keltenek, hanem tornádók, vulkánkitörések, porviharok és valószínűleg földrengések is.  Földrengések előrejelzésével ELF-sávú elektromágneses jelek segítségével annak ígéretes volta miatt sok tudós foglalkozik, ennek során amatőrök által gyűjtött adatokat is feldolgoznak.

## Története
A Nature című tekintélyes tudományos folyóirat 1893. szeptember 28-i számában beszámolt a British Association for the Advancement of Science üléséről. Ezen George Francis FitzGerald fizikaprofesszor többek között a következő megjegyzéseket tette:
1. „Az a hipotézis, hogy a Földet, mint elektromosan vezető testet egy nem-vezető réteg veszi körül, nem felel meg a tényeknek. Az atmoszféra felső rétegei valószínűleg jó vezetők.”
2. „Feltételezhetjük, hogy a villámlások alatt a levegő képes az [elektromágneses] zavarok továbbítására.”
3. „Ha az északi fény magasságát 100 km-re becsüljük, akkor a rezgés periódusideje 0,1 s.”
A 0,1 s periódusidőből 10 Hz-es frekvencia adódik.
1902-ben első ízben Heaviside és Kennelly élt azzal a feltételezéssel, hogy létezik egy ionoszférának nevezett réteg a Föld körül, ami képes az elektromágneses hullámok visszaverésére. Húsz év múlva sikerült a bizonyítás Edward Appleton és Barnett számára, akik 1925-ben kísérletileg kimutatták az ionoszféra létezését.
Bár a matematikai eszközök legtöbbje már 1918-tól rendelkezésre állt a gömbi üregrezonátorok számítására, amikor G. N. Watson kifejlesztette azokat, Winfried Otto Schumann volt az, aki a Föld ionoszférájának elektromágneses rezonanciáit vizsgálni kezdte. 1952-1954 során Schumann és H. L. König megkísérelte mérni a rezonanciafrekvenciákat. A méréseket Balser és Wagner 1960–1963 között végezte el.
Az első magyarországi megfigyelések a Schumann-rezonanciák frekvenciatartományában a Nagycenk melletti Geofizikai Obszervatóriumban már az 1960-as évek elején megtörténtek. Az 1990-es évek közepéig csupán néhány olyan állomás működött a világon (Magyarország, USA, Antarktisz), ahol folyamatos volt a Schumann-rezonanciák megfigyelése.

## Elmélete
A legnagyobb elektromágneses energiájú gerjesztést a villámok jelentik az ionoszféra alatti térrészben. A villámlás során keletkező elektromosan vezető „csatornák” antennaként viselkednek, amik elektromágneses hullámokat sugároznak ki. Ezek frekvenciája 100 kHz alatt van. A jelek a villámlástól való távolsággal arányosan gyengülnek, de a földfelszín és az ionoszféra között kialakuló hullámvezető rezonál az ELF-sávba eső frekvenciákon, ezért ezek a hullámok nagy távolságra eljutnak.
Ideális elektromos vezető esetén a rezonancia-frekvencia n-edik felharmonikusa ({\displaystyle f_{n}}) függ a Föld sugarától ({\displaystyle a}), és a fénysebességtől. ({\displaystyle c})
{\displaystyle f_{n}={\frac {c}{2\pi a}}{\sqrt {n(n+1)}}}, ebből a legalacsonyabb lehetséges frekvenciára 10,55 Hz adódik.
A föld ionoszférája azonban nem ideális hullámvezető, ezért a legkisebb frekvenciájú jel frekvenciája a gyakorlatban ennél alacsonyabb, 7,45 Hz körüli.
Az ionoszféra napi változásának hatására a rezonanciafrekvencia kis mértékben változik (néhány tized Hz-cel).

## Mérések
A Schumann-rezonanciákat a Föld különböző kutatóállomásain folyamatosan mérik. Az érzékelő többnyire két vízszintesen elhelyezkedő mágneses indukciós tekercset tartalmaz, ami az észak-déli és kelet-nyugati mágneses összetevőket méri, és egy függőleges elektromos dipólantennát, ami az elektromos teret méri. A tipikus mérési frekvenciatartomány 3–100 Hz közötti. A Schumann-rezonanciák elektromos terének erőssége jóval kisebb (~300 mikrovolt per méter), mint a légkörben jó időben meglévő statikus elektromos térerősség (~150 V/m). Hasonlóképpen a Schumann-rezonanciák mágneses térerőssége (~1 pikotesla) több nagyságrenddel kisebb, mint a Föld mágneses terének erőssége (~30–50 mikrotesla).
A jelek vételéhez speciális vevőkészüléket és antennát használnak. Az elektromos összetevőt többnyire gömb alakú antennával veszik, Ogawa et al. 1966-os javaslata alapján, amit nagy bemenő ellenállással rendelkező erősítő bemenetére vezetnek. A mágneses összetevőt érzékelő tekercsek több tíz- vagy százezer menetből állnak, amit nagy mágneses permeabilitású mag köré tekercselnek.

### Napi ingadozások
A Schumann-rezonanciák jellemzője, hogy tükrözik a villámlások globális gyakoriságát és a Föld-ionoszféra közötti vezetőréteg állapotát a forrás és a megfigyelő között. A függőleges elektromos tér független a megfigyelő és a keletkezés helye közötti iránytól, és emiatt jól jellemzi a villámlások gyakoriságát. A  Földön ez időben három maximumot mutat, ami a keletkezés földrajzi helyére utal: a 9 UTC-kor lévő csúcsot a délkelet-ázsiai zivatarok okozzák; a 14 órait (UTC) az afrikai zivatarok; a 20 órást (UTC) pedig a dél-amerikai zivatarok. Az időpontok és az amplitúdók az év során változást mutatnak, amik a zivatarok évszakos változásaihoz köthetők.
A frekvenciák napi szinten kis mértékű (tized Hz-es) változást mutatnak.

### Magaslégköri fényjelenségek
Ismert, hogy a Schumann-rezonanciákban mutatkozó kitörések kapcsolatban állnak a magaslégköri fényjelenségekkel (angol rövidítéssel: TLE). 1995-ben Boccippio és mások megmutatták, hogy a leggyakoribb magaslégköri fényjelenség, a vörös lidérc pozitív töltésű, felhő-föld típusú villámlás során keletkezik. Ugyanakkor a Schumann-rezonanciák sávjában Q-kitörés jelentkezik.
Más megfigyelések rámutatnak, hogy a vörös lidércek előfordulása és a Q-kitörések összefüggenek, így a Schumann-rezonanciákból nyerhető adatok felhasználhatók a lidércek globális előfordulásának becslésére.

## Schumann-rezonanciák más bolygókon
A Schumann-rezonanciák létrejöttének két fő feltétele van:
(1) bolygóméretű, ionoszférával rendelkező égitest, aminek felszíne elektromosan vezetőnek tekinthető, és a két réteg között szigetelőnek vehető réteg van.
(2) elektromágneses hullámok ELF-sávban való gerjesztésére alkalmas forrás.
A Naprendszerben a Schumann-rezonanciák lehetséges létezésére a következő öt jelölt van a Földön kívül: Vénusz, Mars, Jupiter, Szaturnusz és a Titán (a Szaturnusz egyik holdja).
A Schumann-rezonanciák modellezése más égitestekre problémás, mivel nem ismertek az adott hely hullámvezetési jellemzői. Ha lenne modell, annak sem lehetne ellenőrizni a valósághoz való illeszkedését, mivel nincsenek erre vonatkozó helyszíni adatok. Ennek ellenére a Mars esetében a rádiófrekvenciás sávban történő földi megfigyelések utalnak ilyen rezonanciák létére. Az észlelt elektromágneses hullámok nem elsődleges Schumann-rezonanciák, hanem másodlagosan, mikrohullámú sugárzástól keletkeznek. A jelenséget még nem sikerült hitelt érdemlően összefüggésbe hozni a marsi villámlásokkal.
A Vénuszon létező Schumann-rezonanciák elméleti létezésére először Nickolaenko és Rabinowicz mutatott rá 1982-ben, majd 2004-ben Pechony és Price. A Vénuszon létező villámlásokra első ízben azok az elektromágneses jelek utaltak, amiket a Venyera–11 és Venyera–12 szovjet űrszondák észleltek. 
Régóta feltételezik, hogy a Titánon villámok keletkeznek, de a Cassini–Huygens űrszonda adatai cáfolták ezek létét. A tudományos érdeklődés miatt, amit a Cassini–Huygens űrszonda is elősegített, a hold ionoszférájára részletes modell áll rendelkezésre. A Schumann-rezonanciák lehetséges létezésére is nagy figyelmet fordítottak, főleg Besser és mások munkái nyomán [2002],
A Jupiter az egyetlen olyan bolygó a Naprendszerben, amin a Földről optikai úton is észlelhető villámlások vannak. A villámlások elméleti létezésére Bar-Nun mutatott rá 1975-ben.
A Szaturnuszon nem sikerült optikai úton megfigyelni villámlásokat sem a Pioneer–11 (1979), sem a Voyager–1 (1980), sem pedig a Voyager–2 (1981) űrszondának. A Cassini űrszonda fedélzetén lévő elektromágneses detektorok a villámlásokra jellemző zörejeket észleltek.
Sem a Jupiter, sem a Szaturnusz belső anyagának elektromos jellemzőiről nem tudunk sokat. Még az is kérdés tárgya, hogy egy gázbolygó esetén mi tekinthető hullámvezető felületnek.

## Fordítás
Ez a szócikk részben vagy egészben  a   Schumann resonances című angol Wikipédia-szócikk fordításán alapul.  Az eredeti cikk szerkesztőit annak laptörténete sorolja fel. Ez a jelzés csupán a megfogalmazás eredetét és a szerzői jogokat jelzi, nem szolgál a cikkben szereplő információk forrásmegjelöléseként.